# Còlob vermell del riu Tana
El còlob vermell del riu Tana (Piliocolobus rufomitratus) és una espècie de primat catarrí de la família dels cercopitècids. És endèmic de l'estreta zona de bosc de galeria adjacent al riu Tana, al sud-est de Kenya. Igual que els altres còlobs vermells, anteriorment se'l considerava una subespècie de Procolobus badius.